# Katarzyna Cieślak
Katarzyna Cieślak (* 14. Februar 1956 in Danzig; † 8. September 1997 in Potsdam-Mittelmark) war eine polnische Kunsthistorikerin, die sich mit der Kunstgeschichte und Kultur von Pommern, Ermland und Masuren befasste.

## Leben
Katarzyna Cieślak beendete ihr Kunstgeschichtestudium 1979 an der Universität Warschau unter der Leitung von Professor Mariusz Karpowicz.
Nach dem Studium wurde sie im Forschungsteam des Kunstgeschichteinstituts der Polnischen Akademie der Wissenschaften in Danzig angestellt, nach dessen Auflösung wechselte sie zum Tadeusz-Manteuffel-Institut für Neuzeitgeschichte der Polnischen Akademie der Wissenschaften in Warschau.
Im Jahr 1988 erhielt sie ihr Doktorat. Sie war hauptsächlich mit den Forschungen über die Kultur Danzigs beschäftigt. Katarzyna Cieślak veröffentlichte zahlreiche Abhandlungen in deutscher und polnischer Sprache.
Während eines Studienaufenthaltes in Deutschland fiel sie einem Autounfall zum Opfer und starb im Alter von 41 Jahren. Postum wurde sie 1999 mit dem Georg-Dehio-Preis der Künstlergilde Esslingen ausgezeichnet.
Die 2002 gegründete Katarzyna-Cieślak-Stiftung fördert junge Wissenschaftler (bis 40 Jahre), die sich mit der Kunstgeschichte und Kultur von Pommern, Ermland und Masuren befassen.

## Werke (Auswahl)
- Vom Bildepitaph zum bürgerlichen Ruhmesdenkmal in Danzig, „Zeitschrift für Ostforschung“ 34, 1985, 2, S. 161–175.
- Epitaphien in Danzig (15. bis 20. Jahrhundert). Probleme ihrer Ikonographie und Funktion, „Nord-Ost Archiv“. Zeitschrift für Kulturgeschichte und Landeskunde, 22, 1989, 97, S. 257–266.
- Die „Zweite Reformation“ in Danzig und die Kirchenkunst, [in:] Historische Bildkunde. Probleme-Wege-Beispiele, hg. v. B. Tokemitt, R. Wohlfeil, Berlin 1991 [„Zeitschrift für historische Forschung“, Beiheft 12], S. 165–173.
- Unbekannte Emblembücher in der Herzog August Bibliothek in Wolfenbüttel, „Wolfenbütteler BarockNachrichten“, 20, 1993, 2, S. 90ff.
- Über Emblematik in Danziger Kirchen und ihren kirchengeschichtlichen Hintergrund, [in:] Zwei hanseatische Städte Bremen und Danzig im Laufe der Jahrhunderte, hg. v. A. Groth, Gdańsk 1994, S. 73–96.
- Die Kanzel in der Johanniskirche in Danzig (um 1616) – ihre Ikonographie und ihre Beziehungen zum religiösen Leben der Stadt, [in:] Geschichte des protestantischen Kirchenbaues. Festschrift für Peter Poscharsky zum 60. Geburtstag, hg. v. K. Raschzok, R. Sörries, Erlangen 1994, S. 243–250.
- Die Danziger Epitaphien als eine gesellschaftsgeschichtliche Erscheinung, [in:] Sztuka Prus XIII-XVIII wieku, red. M. Woźniak [Studia Borussico-Baltica Torunensia Historiae Artium, t. 1], Toruń 1994, S. 179–198.
- Emblematic Programmes in Seventeenth-Century Gdańsk Churches in the Light of Contemporary Protestantism: an Essay and Documentation, „Emblematica“. An Interdisciplinary Journal for Emblem Studies, 9, 1995, 1, S. 21–44.
- Tod und Gedenken. Danziger Epitaphien vom 15. bis zum 20. Jahrhundert. (Einzelschriften der Historischen Kommission für ost- und west-preussische Landesforschung, hg. v. U. Arnold, l4), Lüneburg 1998, S. 128.
- Kunst in einer konfessionell gespaltenen Stadt – Beispiel Danzigs, [in:] Kościół i sztuka Pobrzeża Bałtyku/Kirche und Kunst im Ostseeraum, red. M. Woźniak [Studia Borussico-Baltica Torunensia Historiae Artium, 3], Toruń 1998, S. 189–209.
- Die Rolle der Ikonographie bei der Adaption katholischer Kirchen durch die Lutheraner in Danzig, [in:] Die Bilder in den lutherischen Kirchen. Ikonographische Studien, hg. v. P. Poscharsky, München 1998, S. 59–72.
- Gregorius Frisch: Der Sankt Marien Pfarrkirchen in Dantzig inwendige Abriss, bearb. K. Cieślak, (Bibliotheca Historica Gedanensis, 1), Gdańsk 1999, S. 261.
- Embleme in Johann Arndts „Paradiesgärtlein“, „Pietismus und Neuzeit“. Ein Jahrbuch zur Geschichte des neueren Protestantismus, 25, 1999, S. 11–30.